# Girolamo Comi
Girolamo Comi (Casamassella, 23 novembre 1890 – Lucugnano, 3 aprile 1968) è stato un poeta italiano.

## Biografia
Girolamo Comi, uomo di nobili origini (Barone di Lucugnano, in provincia di Lecce), dopo aver compiuto studi irregolari in Svizzera dal 1908 al 1912, esordì in poesia pubblicando a Losanna la raccolta Il Lampadario (1912); dopo, soggiornò a Parigi e qui venne a contatto con i maggiori esponenti della poesia simbolista del primo Novecento. Tornato in Italia per il richiamo alle armi nel 1915, fu presto riformato e dichiarato inabile alla guerra grazie all'intercessione dell'influente suo zio Antonio De Viti De Marco. Sposatosi nel 1918 con Erminia De Marco, dimorò dal 1920 al 1946 a Roma, ove animò cenacoli poetici orfico-misteriosofici che già esistevano da tempo nella Capitale, incontrandosi spesso con Arturo Onofri e -tra gli altri- con Julius Evola, Nicola Moscardelli ed Ernesto Buonaiuti.
Venne introdotto anche nel salotto romano della baronessa Emmelina De Renzis, antroposofa e traduttrice in italiano di opere steineriane; ispirato da Arturo Onofri, realizzò con lui e per anni, sino alla scomparsa nel 1928 del poeta romano, discepolo di Rudolf Steiner, un fondamentale sodalizio poetico. Dal 1927 fece parte del circolo esoterico Gruppo di Ur, pubblicando, con lo pseudonimo «Gic»,  sulla rivista del gruppo alcune parti della poesia Cantico del tempo e del seme (oggi in Krur 1929, Roma, Tilopa, 1981, pp. 274-276). Nel 1930, scrisse per la rivista da Evola fondata e diretta, La Torre (fatta chiudere dopo dieci numeri, per ordine di Achille Starace); e, alcuni anni dopo, contribuì, assieme ad altri suoi compagni di UR e in sinergia ideale con altri autori, anche stranieri (trai quali Paul Valéry) al Diorama Filosofico: pagina incentrata su temi d'orientamento Tradizionale e a cura di Julius Evola, pubblicata sul Regime fascista, quotidiano cremonese a diffusione nazionale fondato e diretto da Roberto Farinacci. Nel 1928, Comi fondò la propria casa editrice  Al Tempo della Fortuna che pubblicava libri di  poesia suoi e di amici come lui cognitivamente ispirati, come Nicola Moscardelli e Arturo Onofri, dal pensiero di Rudolf Steiner.
Nel 1933 avvenne la sua conversione al cattolicesimo. Successivamente, il poeta sviluppò un particolare concetto di "cattolicesimo aristocratico" e si avvicinò all'ortodossia fascista, alternando il prosieguo della scrittura poetica a prose di carattere politico-filosofico-morale (Aristocrazia del cattolicesimo, 1937).Ma nel corso della Seconda Guerra mondiale, la sua precedente adesione politica al fascismo si rarefà sino ad estinguersi.
↵Nel 1946, separatosi dalla moglie, tornò stabilmente nella sua tenuta di Lucugnano, dove diede vita all'Accademia Salentina e alla rivista letteraria L'Albero, cui aderirà anche il celebre critico letterario Oreste Macrì. Sempre in questo periodo avviene il suo particolare esperimento economico-commerciale, dell'Oleificio Salentino, un'opera d'imprenditoria solidale che tuttavia determinò in breve tempo, specie per via di guasti tecnici irreparabili ai macchinari in uso, la rovina finanziaria del Poeta. Intanto, la sua ulteriore raccolta poetica Spirito d'armonia (1954) gli conferiva chiara fama anche presso le più giovani generazioni colte d'Italia.
Incalzato da pesante problema finanziario, nel 1961 vendette il palazzo avito alla Provincia di Lecce, con la scelta di destinarlo a pubblica biblioteca e abitandovi d'allora come custode e bibliotecario. Nel  1965 sposò la sua domestica Tina Lambrini, assunta dal 1948: lei col passar degli anni divenutagli un affettuoso sostegno morale. Visse e si spense a Lucugnano nell'affetto dei suoi compaesani: lo avevano spiritualmente e materialmente sostenuto durante i suoi ultimi anni d'esistenza.

## Pensiero e poetica
Personalità minore ma complessa nell'ambito della letteratura italiana del Novecento, Comi seppe soprattutto in gioventù recepire le più vive istanze culturali europee, partendo da un originario ermetismo fino a pervenire a un'espressività progressivamente più nitida e cristallina.
Voltosi alla visione di un «ordine magico e misterioso che governa il cosmo», recepì inizialmente il simbolismo di matrice francese, passando attraverso una tendenza metafisica piuttosto complessa ed enigmatica, giungendo infine all'elaborazione di un cattolicesimo intenso ed evoluto, in cui il panismo sensuale non manca di slanci spirituali e di aperture a un lirismo d'immediata efficacia.

## Opere
Girolamo Comi - Poesie 1918-1928.
Girolamo Comi - Cantico del Tempo e del Seme.
Girolamo Comi - Nel grembo dei mattini.
- Girolamo Comi, Aristocrazia del cattolicesimo, Modena, Guanda, 1937.
- Girolamo Comi, Sonetti e poesie, con uno scritto di Arnaldo Bocelli, Milano, Ceschina, 1960.
- Girolamo Comi, Opera poetica, a cura di Donato Valli, Ravenna, Longo, 1977.
- L'Albero, rivista dell'Accademia Salentina(antologia 1949-1954); premessa di Maria Corti. Milano, Bompiani, 1999.
- Girolamo Comi, Spirito d'armonia, a cura di Marco Albertazzi, con un saggio di Donato Valli, Lavis, La Finestra editrice, 2001, 2015.
- Girolamo Comi, Poesie. Spirito d'armonia. Canto per Eva. Fra lacrime e preghiere, a cura di Antonio Lucio Giannone e Simone Giorgino, con saggi di Antonio Lucio Giannone, Simone Giorgino, Fabio Moliterni, Neviano, Musicaos Editore, 2019.